# 토니 플라나
토니 플라나(Tony Plana, 1952년 4월 19일 ~ )는 미국의 배우이다.

## 출연 작품

### 드라마
- 리썰 웨폰
- 어글리 베티